# Cosmosoma lucia
Cosmosoma lucia là một loài bướm đêm thuộc phân họ Arctiinae, họ Erebidae.